# Estación Tejipió
La Estación Tejipió es una estación de metro del Metro de Recife, es la 9ª estación más próxima al centro de la capital. El movimiento de la estación es relativamente alto, pues posee una terminal de autobuses, la estación es utilizada principalmente por quien usa la Línea Centro. También se usa mucho la estación para acceder a su terminal de autobuses.
El Metrorec acordó que las construcciones de las estaciones seguirían la siguiente clasificación:
Estaciones de Tipo 1, Estaciones de Tipo 2 y Estaciones especiales.
Las estaciones de tipo 1 tienen las siguientes características: las máquinas de acceso son instaladas a ambos lados de las vías: vía 1 (sentido Recife-Camarajibe/Jaboatão) y vía 2 (sentido Camarajibe/Jaboatão-Recife). La SCO (Sala del Coordinador de la Estación) está por encima de la vía, pudiéndose acceder a esta a través de escaleras, por el margen de cada entrada de la estación. La estación Tejipió se encuadra en la clasificación de estación de tipo 1.